# ФК «Крылья Советов» в сезоне 2018/2019
Сезон 2018/2019 — 75-й сезон «Крыльев Советов», в том числе:
- 51-й сезон в высшем дивизионе;
- 25-й сезон в высшем дивизионе России;
- 15-й сезон в Российской премьер-лиге.

## Премьер-лига
Турнирная таблица
| Поз | Команда        | И  | В | Н  | П  | МЗ | МП | РМ  | О  | Квалификация или выбывание                        |
| --- | -------------- | -- | - | -- | -- | -- | -- | --- | -- | ------------------------------------------------- |
| 11  | Рубин          | 30 | 7 | 15 | 8  | 24 | 30 | −6  | 36 |                                                   |
| 12  | Динамо         | 30 | 6 | 15 | 9  | 28 | 28 | 0   | 33 |                                                   |
| 13  | Крылья Советов | 30 | 8 | 4  | 18 | 25 | 46 | −21 | 28 | Стыковые матчи за сохранение места в Премьер-Лиге |
| 14  | Уфа            | 30 | 5 | 11 | 14 | 24 | 34 | −10 | 26 | Стыковые матчи за сохранение места в Премьер-Лиге |
| 15  | Анжи           | 30 | 5 | 6  | 19 | 13 | 50 | −37 | 21 | Выбывание в ПФЛ по финансовым причинам            |

1. ↑  Клуб отстранён от участия в еврокубках[2].

Примечания Победа в матче Ничья в матче Поражение в матче  Матч не состоялся
Результаты по турам
| Тур   | 01 | 02 | 03 | 04 | 05 | 06 | 07 | 08 | 09 | 10 | 11 | 12 | 13 | 14 | 15 | 16 | 17 | 18 | 19 | 20 | 21 | 22 | 23 | 24 | 25 | 26 | 27 | 28 | 29 | 30 |
| ----- | -- | -- | -- | -- | -- | -- | -- | -- | -- | -- | -- | -- | -- | -- | -- | -- | -- | -- | -- | -- | -- | -- | -- | -- | -- | -- | -- | -- | -- | -- |
| Поле  | Д  | Д  | В  | Д  | В  | Д  | В  | Д  | В  | Д  | В  | Д  | В  | Д  | В  | В  | Д  | В  | Д  | В  | Д  | В  | Д  | В  | Д  | В  | Д  | В  | Д  | В  |
| Итог  | Н  | П  | В  | П  | П  | В  | П  | П  | П  | В  | Н  | П  | В  | П  | П  | П  | В  | Н  | В  | В  | П  | П  | В  | П  | П  | П  | Н  | П  | П  | П  |
| Место | 11 | 14 | 9  | 12 | 15 | 11 | 12 | 13 | 15 | 12 | 13 | 13 | 13 | 13 | 13 | 12 | 13 | 13 | 13 | 11 | 11 | 12 | 11 | 13 | 13 | 13 | 13 | 13 | 13 | 13 |

Статистика матчей
| 31 июля 2018 1 тур | Крылья Советов | 0:0   | ЦСКА | Самара |
| 19:00 МСК |                | отчёт |      | Стадион: Самара Арена Зрителей: 39 137 Судья: Лапочкин (Санкт-Петербург) Помощники судьи: Богач (Люберцы), Жвакин (Санкт-Петербург) Резервный судья: Мешков (Дмитров) Игрок матча: Акинфеев (ЦСКА) |
| Крылья Советов: Конюхов, Чичерин 76', Бурлак, Надсон ( 87' Ланин), Зотов 23', Мияйлович, Башкиров, Полуяхтов , Ткачук, Канунников ( 46' Соболев), Чочиев ( 76' Яковлев) · ЦСКА: Акинфеев , Бекао, Магнуссон, Чернов 84', Фернандес, Хосонов ( 51' Бийол), Набабкин, Щенников, Бистрович, Чалов ( 90' Ахметов), Ефремов ( 76' Жамалетдинов) |                |       |      | |

| 5 августа 2018 2 тур | Крылья Советов | 0:3   | Оренбург                      | Самара |
| 16:30 МСК | Мияйлович 37'  | отчёт | 26′, 45+1′ Козлов · 38′ Бреев | Стадион: Самара Арена Зрителей: 22 930 Судья: Безбородов (Санкт-Петербург) Помощники судьи: Сафьян, Мурашов (оба – Москва) Резервный судья: Вилков (Нижний Новгород) Игрок матча: Козлов («Оренбург») |
| Крылья Советов: Конюхов, Чичерин, Бурлак, Надсон, Зотов, Мияйлович ( 66' Соболев 90'), Ланин, Полуяхтов ( 60' Яковлев), Чочиев, Корниленко ( 46' Башкиров), Ткачук · Оренбург: Фролов, Сутормин 62', Андреев ( 20' Сиваков), Бегич, Ойеволе, Терехов, Попович ( 53' Чуканов), Афонин, Чиркин 68', Бреев 34' ( 63' Кулишев), Козлов 36' |                |       |                               | |

| 11 августа 2018 3 тур | Ростов | 0:1   | Крылья Советов | Ростов-на-Дону |
| 22:30 МСК |        | отчёт | 45+2′ Соболев  | Стадион: Ростов Арена Зрителей: 30 986 Судья: Карасёв (Москва) Помощники судьи: Демешко (Химки), Калугин (Москва) Резервный судья: Кукуян (Сочи) Игрок матча: Соболев («Крылья Советов») |
| Ростов: Абаев, Ингасон, Сигурдссон, Вилюш, Паршивлюк, Калачев, ( 89' Шомуродов), Гулиев, Гацкан 48', Скопинцев ( 75' Мирзов), Ионов ( 67' Зуев), Сигурдарсон · Крылья Советов: Конюхов, Чичерин, Бурлак, Надсон ( 42' Алиев), Зотов, Чочиев ( 82' Ланин), Башкиров, Полуяхтов , Ткачук ( 90+2' Тихонов), Соболев, Яковлев |        |       |                | |

| 19 августа 2018 4 тур | Крылья Советов | 0:1   | Локомотив    | Самара |
| 16:30 МСК |                | отчёт | 37′ Крыховяк | Стадион: Самара Арена Зрителей: 31 652 Судья: Турбин (Дмитров) Помощники судьи: Назаров (Невинномысск), Богданов (Верея) Резервный судья: Сухой (Люберцы) Игрок матча: Крыховяк («Локомотив») |
| Крылья Советов: Конюхов , Самарджич, Бурлак, Полуяхтов ( 82' Шейдаев), Чичерин, Башкиров 76', Ланин, Зотов ( 42' Ткачук), Чочиев ( 89' Корниленко), Соболев, Яковлев 79' · Локомотив: Гилерме, Игнатьев 72' 78', Кверквелия, Чорлука, Лысов, Денисов , Крыховяк, Фарфан ( 86' Эдер), Миранчук ( 81' Хеведес), Фернандеш, Смолов ( 65' Баринов) |                |       |              | |

| 27 августа 2018 5 тур | Енисей       | 1:0   | Крылья Советов | Тюмень |
| 16:30 МСК | Костюков 44′ | отчёт |                | Стадион: Геолог Зрителей: 1510 Судья: Вилков (Нижний Новгород) Помощники судьи: Ерёмин, Шаламберидзе (оба – Москва) Резервный судья: Низовцев (Нижний Новгород) Игрок матча: Костюков («Енисей») |
| Енисей: Юрченко 88', Ятченко, Дугалич, Грицаенко, Кичин, Огуде, Комолов, Зотов, Костюков ( 80' Семакин), Обрадович 35' ( 46', Саркисов, Бодул 38' ( 58' Кутьин 85') · Крылья Советов: Конюхов , Самарджич, Бурлак, Полуяхтов, Чичерин ( 84' Корниленко), Антон ( 65' Канунников), Ланин 31' 34', Денисов, Чочиев, Соболев, Яковлев ( 56' Башкиров) |              |       |                | |

| 1 сентября 2018 6 тур | Крылья Советов | 1:0   | Анжи | Самара |
| 14:00 МСК | Корниленко 83′ | отчёт |      | Стадион: Самара Арена Зрителей: 19 519 Судья: Галимов (Улан-Удэ) Помощники судьи: Калугин, Сафьян (оба – Москва) Резервный судья: Панин (Дмитров) Игрок матча: Корниленко («Крылья Советов») |
| Крылья Советов: Рыжиков, Чичерин 44', Самарджич, Бурлак , Денисов, Башкиров, Антон ( 70' Корниленко), Канунников, Чочиев ( 90+3' Зотов), Ткачук ( 86' Яковлев), Соболев · Анжи: Дюпин, Савичев, Чансельор, Белоруков , Новосельцев, Гиголаев ( 90' Глебов), Ондуа, Чайковский, Кулик, Мохаммад ( 59' Маркелов), Понсе ( 87' Ахъядов) |                |       |      | |

| 15 сентября 2018 7 тур | Арсенал                                       | 4:0   | Крылья Советов | Тула |
| 14:00 МСК | Ткачёв 21′, 50′ · Джорджевич 73′ · Бакаев 82′ | отчёт |                | Стадион: Арсенал Зрителей: 10 130 Судья: Карасёв (Москва) Помощники судьи: Демешко (Химки), Лунёв (Новосибирск) Резервный судья: Амелин (Тула) Игрок матча: Ткачёв («Арсенал») |
| Арсенал: Нигматуллин 90+2', Хагуш, Денисов, Григалава, Альварес, Горбатенко, Берхамов ( 75' Костадинов), Мохаммед, Ткачев ( 68' Мирзов), Джорджевич, 10. Э.Кангва ( 72' Бакаев) · Крылья Советов: Рыжиков, Чичерин, Самарджич, Бурлак , Денисов, Чочиев ( 46' Корниленко), Антон, Башкиров ( 74' Мияйлович), Ткачук; Канунников, Соболев ( 59' Молло 78') |                                               |       |                | |

| 24 сентября 2018 8 тур | Крылья Советов | 0:3   | Краснодар                     | Тула |
| 14:00 МСК |                | отчёт | 69′, 71′ Ари · 81′ Сулейманов | Стадион: Арсенал Зрителей: 17 198 Судья: Матюнин (Москва) Помощники судьи: Аверьянов, Шаламберидзе (оба – Москва) Резервный судья: Сиденков (Санкт-Петербург) Игрок матча: Ари («Краснодар») |
| Крылья Советов: Рыжиков , Чичерин, Самарджич, Надсон, Рохель 30' ( 77' Молло), Зотов, Мияйлович 32', Антон, Башкиров, Ткачук 36', Канунников ( 46' Корниленко) · Краснодар: Крицюк, Петров, Мартынович , Спаич, Стоцкий ( 65' Мамаев), Газинский, Каборе, Куэва ( 65' Рамирес), Вандерсон ( 75' Сулейманов), Ари, Классон |                |       |                               | |

| 1 октября 2018 9 тур | Рубин                         | 2:1   | Крылья Советов | Казань |
| 19:30 МСК | Подберезкин 27′ · Азмун 90+4′ | отчёт | 49′ Канунников | Стадион: Казань Арена Зрителей: 6374 Судья: Левников (Санкт-Петербург) Помощники судьи: Семёнов (Гатчина), Глот (Ярославль) Резервный судья: Васильев (Ижевск) Игрок матча: Азмун («Рубин») |
| Рубин: Коновалов, Устинов, Уремович, Навас , Гранат, Байрамян ( 77' Кудряшов), Подберёзкин ( 60' Могилевец), Камболов 65', Коновалов, Полоз ( 64' Бухаров), Азмун · Крылья Советов: Конюхов , Чичерин, Самарджич ( 63' Башкиров), Надсон, Рохель, Зотов ( 90+2' Тигиев), Мияйлович, Антон, Ланин, Молло ( 86' Соболев), Канунников |                               |       |                | |

| 6 октября 2018 10 тур | Крылья Советов | 1:0   | Динамо | Самара |
| 14:00 МСК | Корниленко 51′ | отчёт |        | Стадион: Самара Арена Зрителей: 14 528 Судья: Мешков (Дмитров) Помощники судьи: Стипиди (Краснодар), Богданов (Верея) Резервный судья: Кукуян (Сочи) Игрок матча: Бурлак («Крылья Советов») |
| Крылья Советов: Рыжиков 90+1', Денисов ( 70' Полуяхтов), Бурлак, Зотов, Надсон, Рохель 86', Ланин, Антон, Молло ( 69' Ткачук), Корниленко ( 81' Чичерин), Канунников 48' · Динамо: Шунин , Козлов 9', Рауш, Шуньич 90+1', Рыков ( 8' Евгеньев 76'), Соу, Теттех 73' ( 78' Черных), Кардозу 59', Жоаозиньо 48', Панченко, Луценко |                |       |        | |

| 20 октября 2018 11 тур | Урал        | 1:1   | Крылья Советов | Екатеринбург |
| 14:00 МСК | Панюков 29′ | отчёт | 51′ Канунников | Стадион: Екатеринбург Арена Зрителей: 13 248 Судья: Сухой (Люберцы) Помощники судьи: Воронцов (Ярославль), Кобзев (Москва) Резервный судья: Кукуляк (Калуга) Игрок матча: Рыжиков («Крылья Советов») |
| Урал: Годзюр, Кулаков , Ароян 90+5', Балажиц, Меркулов, Емельянов ( 81' Фидлер), Егорычев 42' ( 70' Евсеев 77' 88'), Димитров, Бикфалви, Эль-Кабир, Панюков ( 77' Ильин 83') · Крылья Советов: Рыжиков 59', Бурлак, Надсон ( 58' Полуяхтов 90+4'), Рохель, Зотов 37' ( 87' Чичерин), Ланин ( 46' Башкиров), Антон, Денисов 34' 55', Канунников, Корниленко 90+5', Молло |             |       |                | |

| 22 октября 2018 12 тур | Крылья Советов | 0:1   | Зенит       | Самара |
| 18:00 МСК |                | отчёт | Паредес 22′ | Стадион: Самара Арена Зрителей: 27 102 Судья: Волошин (Смоленск) Помощники судьи: Усачёв (Ростов-на-Дону), Петросян (Бронницы) Резервный судья: Вилков (Нижний Новгород) Игрок матча: Паредес («Зенит») |
| Крылья Советов: Рыжиков, Чичерин 63', Бурлак, Рохель 8' 78', Зотов, Молло ( 70' Яковлев), Башкиров, Антон, Ткачук, Канунников ( 90' Соболев), Корниленко 59' ( 81' Самарджич) · Зенит: Лунев, Иванович , Маммана 52', Нету 60', Чернов ( 79' Анюков), Маркизио, Паредес, Мак, Кузяев ( 90' Оздоев), Ерохин ( 56' Шатов), Дзюба |                |       |             | |

| 5 ноября 2018 13 тур | Уфа        | 1:2   | Крылья Советов                | Уфа |
| 16:30 МСК | Сысуев 68′ | отчёт | 18′ Самарджич · 90+2′ Яковлев | Стадион: Нефтяник Зрителей: 4056 Судья: Безбородов (Санкт-Петербург) Помощники судьи: Чельцов (Москва), Стипиди (Краснодар) Резервный судья: Волошин (Смоленск) |
| Уфа: Беленов, Живоглядов, Неделчяру, Пуцко, Аликин , Табидзе ( 56' Алиев), Игбун, Ванек ( 46' Пауревич), Салатич 85', Тилль, Сысуев ( 83' Бизяк) · Крылья Советов: Рыжиков, Чичерин, Самарджич, Бурлак, Зотов 89', Антон 57', Башкиров, Канунников ( 77' Яковлев), Чочиев ( 70' Шейдаев), Ткачук, Корниленко ( 63' Соболев) |            |       |                               | |

| 10 ноября 2018 14 тур | Крылья Советов | 1:2   | Ахмат                      | Самара |
| 16:30 МСК | Канунников 69′ | отчёт | 64′ Раванелли · 81′ Иванов | Стадион: Самара Арена Зрителей: 8697 Судья: Галимов (Улан-Удэ) Помощники судьи: Болховитин (Санкт-Петербург), Сафьян (Москва) Резервный судья: Вилков (Нижний Новгород) Игрок матча: Канунников («Крылья Советов») |
| Крылья Советов: Рыжиков, Чичерин 76', Самарджич 86', Рохель, Зотов, Башкиров, Антон, Канунников, Чочиев ( 65' Шейдаев), Ткачук ( 78' Яковлев), Корниленко ( 72' Соболев 90+2') · Ахмат: Городов, Уциев , Семёнов 9', Анхель 11', Плиев 66', Мохаммади 59', Раванелли ( 90+1' Гащенков), Думбия, Исмаэл, Митришев ( 84' Мбенг), Иванов |                |       |                            | |

| 25 ноября 2018 15 тур | Спартак                                  | 3:1   | Крылья Советов | Москва |
| 14:00 МСК | Ханни 59′ · Мельгарехо 61′ · Адриано 90′ | отчёт | 49′ Корниленко | Стадион: Открытие Арена Зрителей: 25 092 Судья: Москалёв (Воронеж) Помощники судьи: Глот (Ярославль), Миневич (Смоленск) Резервный судья: Еськов (Москва) Игрок матча: Луис Адриано («Спартак») |
| Спартак: Ребров, Ещенко, Кутепов, Джикия, Комбаров, Ломовицкий ( 56' Мельгарехо), Фернандо, Глушаков , Зе Луиш 46' ( 72' Зобнин, 84' Попов), Адриано 88', Ханни · Крылья Советов: Рыжиков, Чичерин, Самарджич, Бурлак, Зотов 89', Антон 57', Башкиров, Канунников ( 77' Яковлев), Чочиев ( 70' Шейдаев), Ткачук, Корниленко ( 63' Соболев) |                                          |       |                | |

| 8 декабря 2018 17 тур | Крылья Советов   | 1:0   | Ростов | Самара |
| 12:30 МСК | Антон 11′ (пен.) | отчёт |        | Стадион: Самара Арена Зрителей: 7213 Судья: Карасёв Помощники судьи: Аверьянов, Елеференко (все – Москва) Резервный судья: Васильев (Ижевск) Игрок матча: Рыжиков («Крылья Советов») |
| Крылья Советов: Рыжиков, Чичерин, Самарджич 86', Рохель, Денисов ( 68' Зотов), Антон ( 80' Шейдаев 82'), Башкиров 2' ( 46' Бурлак), Яковлев, Мияйлович, Ткачук, Корниленко 26' 44' · Ростов: Песьяков, Логашов, Ингасон 90+4', Сигурдссон, Хаджикадунич 10' ( 65' Кьяртанссон), Скопинцев, Юсупов ( 70' Паршивлюк), Гацкан 74' 85', Зуев, Шомуродов, Сигурдарсон 82' · Карпин (гл.тренер) 90' |                  |       |        | |

| 2 марта 2019 18 тур | Локомотив            | 2:2   | Крылья Советов             | Москва |
| 16:30 МСК | Ан.Миранчук 23′, 65′ | отчёт | 19′ Ананидзе · 69′ Шейдаев | Стадион: РЖД Арена Зрителей: 10 534 Судья: Безбородов (Санкт-Петербург) Помощники судьи: Гаврилин (Владимир), Березнев (Ростов-на-Дону) Резервный судья: Фролов (Москва) Игрок матча: Ан.Миранчук («Локомотив») |
| Локомотив: Гилерме 57', Игнатьев, Кверквелия, Хеведес, Лысов ( 63' Смолов), Денисов 49' 73', Баринов, Фарфан, Ал.Миранчук 84', Ан.Миранчук 55', Эдер 77' · Крылья Советов: Рыжиков, Чичерин, Бурлак , Рохель 55' 56', Полуяхтов, Шишкин, Антон ( 85' Тимофеев), Самедов ( 90+1' Зиньковский), Ананидзе ( 62' Зотов), Канунников, Шейдаев |                      |       |                            | |

| 9 марта 2018 19 тур | Крылья Советов                                                          | 4:0   | Енисей | Самара |
| 12:30 МСК | Антон 11′ (пен.) · Канунников 60′ · Корниленко 62′ (пен.) · Шейдаев 82′ | отчёт |        | Стадион: Самара Арена Зрителей: 9376 Судья: Лапочкин (Санкт-Петербург) Помощники судьи: Кудрявцев (Санкт-Петербург), Миневич (Смоленск) Резервный судья: Казарцев (Санкт-Петербург) Игрок матча: Корниленко («Крылья Советов») |
| Крылья Советов: Рыжиков, Чичерин ( 40' Зотов), Бурлак, Самарджич, Полуяхтов 14', Шишкин, Антон, Самедов ( 75' Зиньковский), Ананидзе, Канунников, Корниленко ( 80' Шейдаев) · Енисей: Юрченко , Данченко, Ятченко, Кичин, Занев, Савичев, Торбинский 56' ( 66' Хубулов 87'), Огуде 34', Сарр 62', Зотов ( 57' Костюков, 57); Саркисов ( 77' Комков) |                                                                         |       |        | |

| 15 марта 2019 20 тур | Анжи | 0:2   | Крылья Советов                      | Каспийск |
| 19:30 МСК |      | отчёт | 28′ Канунников · 88′ (пен.) Шейдаев | Стадион: Анжи Арена Зрителей: 3120 Судья: Левников (Санкт-Петербург) Помощники судьи: Стипиди (Краснодар), Хатуев (Грозный) Резервный судья: Панин (Дмитров) Игрок матча: Канунников («Крылья Советов») |
| Анжи: Дюпин , Гиголаев, Удалый, Калошин, Белов ( 63' Маркелов, 63), Гапон 87', Кацаев, Гайдаров, Закиров 33', Понсе ( 75' Лескано), Долгов ( 46' Иванченко 79' 90+3') · Крылья Советов: Рыжиков, Зотов, Самарджич 76', Бурлак 66', Полуяхтов 43', Шишкин 40' ( 78' Рабиу 85'), Тимофеев, Самедов ( 82' Зиньковский), Ананидзе, Канунников, Корниленко 55' ( 63' Шейдаев) |      |       |                                     | |

| 29 марта 2018 21 тур | Крылья Советов | 0:1   | Арсенал        | Самара |
| 12:30 МСК |                | отчёт | 66′ Джорджевич | Стадион: Самара Арена Зрителей: 12 297 Судья: Матюнин (Москва) Помощники судьи: Аверьянов (Москва), Глот (Ярославль) Резервный судья: Сафьян (Москва) Игрок матча: Джорджевич («Арсенал») |
| Крылья Советов: Рыжиков, Зотов, Бурлак 54', Рохель, Денисов ( 60' Яковлев), Шишкин 81', Тимофеев, Самедов 82', Ананидзе ( 74' Ткачук), Канунников, Корниленко 27' ( 73' Шейдаев) · Арсенал: Левашов ( 24' Нигматуллин 89'), Комбаров 17', Беляев, Григалава, Хагуш 9', Горбатенко 79', Ткачев 54' ( 86' Берхамов), Кадири, Бакаев, Джорджевич 2', Мирзов |                |       |                | |

| 3 апреля 2019 16 тур | Оренбург                              | 3:1   | Крылья Советов     | Оренбург |
| 17:00 МСК | Сутормин 8′ · Бегич 17′ · Сиваков 54′ | отчёт | 12′ (пен.) Шейдаев | Стадион: Газовик Зрителей: 3684 Судья: Кукуян (Сочи) Помощники судьи: Воронцов (Ярославль), Абусуев (Санкт-Петербург) Резервный судья: Васильев (Ижевск) Игрок матча: Бегич («Оренбург») |
| Оренбург: Фролов, Малых , Ойеволе 11' ( 46' Сиваков), Бегич, Козлов, Терехов, Попович 70' ( 77' Афонин), Бреев, Мишкич 90+1', Сутормин, Деспотович ( 85' Козлов) · Крылья Советов: Рыжиков, Зотов 19' ( 66' Антон 73'), Самарджич, Бурлак 53', Денисов, Самедов, Тимофеев, Шишкин, Зиньковский, Канунников, Шейдаев, ( 82' Вучичевич) |                                       |       |                    | |

| 6 апреля 2019 22 тур | Краснодар     | 1:0   | Крылья Советов | Краснодар |
| 16:30 МСК | Классон 90+2′ | отчёт |                | Стадион: Краснодар Зрителей: 22 885 Судья: Еськов Помощники судьи: Калугин, Кобзев (все - Москва) Резервный судья: Верулидзе (Владикавказ) Игрок матча: Классон («Краснодар») |
| Краснодар: Сафонов, Петров 53' 71', Мартынович 52', Спаич, Скопинцев, Газинский, Каборе, Перейра, ( 73' Стоцкий), Вандерсон, Игнатьев ( 67' Сулейманов), Классон · Крылья Советов: Рыжиков, Полуяхтов 33', Самарджич 30', Бурлак , Денисов 90+1', Самедов, Тимофеев 5', Рабиу ( 58' Антон), Зиньковский, Канунников ( 87' Шейдаев), Ананидзе |               |       |                | |

| 12 апреля 2019 23 тур | Крылья Советов  | 1:0   | Рубин | Самара |
| 18:30 МСК | Зиньковский 56′ | отчёт |       | Стадион: Самара Арена Зрителей: 13 761 Судья: Казарцев (Санкт-Петербург) Помощники судьи: Ширяев (Ставрополь), Елеференко (Москва) Резервный судья: Низовцев (Нижний Новгород) Игрок матча: Зиньковский («Крылья Советов») |
| Крылья Советов: Рыжиков , Шишкин 57', Самарджич 64', Рохель, Денисов, Самедов ( 44' Корниленко), Тимофеев, Рабиу ( 69' Зотов), Зиньковский, Канунников 73', Шейдаев ( 81' Ткачук) · Рубин: Коновалов, Камболов , Уремович 74', Сорокин, Цаллагов, Могилевец, Башкиров ( 77' Пантелеев), Коновалов, Степанов 28', Сагитов ( 61' Бухаров), Акбашев ( 71' Полоз) |                 |       |       | |

| 20 апреля 2019 24 тур | Динамо       | 1:0   | Крылья Советов | Химки |
| 17:00 МСК | Панченко 67′ | отчёт |                | Стадион: Арена Химки Зрителей: 5352 Судья: Лапочкин (Санкт-Петербург) Помощники судьи: Усачёв, Березнев (оба - Ростов-на-Дону) Резервный судья: Сухой (Люберцы) Игрок матча: Панченко («Динамо») |
| Динамо: Шунин , Козлов, Шуньич, Евгеньев, Морозов, Кардозу, Юсупов 17' ( 78' Соу), Теттех 21' ( 80' Рыков), Жоаозиньо, Луценко ( 59' Панченко 90'), Марков · Крылья Советов: Рыжиков , Шишкин, Самарджич, Рохель, Денисов, Тимофеев, Рабиу 35' ( 78' Антон), Канунников, Ананидзе ( 75' Ткачук), Зиньковский, Шейдаев ( 68' Корниленко) |              |       |                | |

| 25 апреля 2019 25 тур | Крылья Советов | 0:1   | Урал                 | Самара |
| 18:30 МСК |                | отчёт | 61′ (пен.) Эль-Кабир | Стадион: Самара Арена Зрителей: 11 203 Судья: Матюнин Помощники судьи: Ерёмин, Мосякин (все – Москва) Резервный судья: Васильев (Ижевск) Игрок матча: Эль-Кабир («Урал») |
| Крылья Советов: Рыжиков, Денисов, Шишкин, Бурлак , Зотов, Самарджич 53', Ананидзе 76' ( 77' Самедов), Рабиу ( 70' Антон), Зиньковский, Шейдаев, Вучичевич 42' ( 46' Корниленко) · Урал: Годзюр 87', Меркулов, Кулаков , Страндберг, Поляков, Димитров ( 90' Ароян), Бикфалви, Бумаль 8', Егорычев ( 77' Емельянов 90'), Эль-Кабир, Погребняк ( 79' Панюков) |                |       |                      | |

| 28 апреля 2019 26 тур | Зенит | 4:2   | Крылья Советов |                |
|                       |       | отчёт |                | Зрителей: 5352 |

| 5 мая 2019 27 тур | Крылья Советов | –:–   | Уфа | Самара                                 |
|                   |                | отчёт |     | Стадион: Самара Арена Зрителей: 13 761 |

| 11 мая 2019 28 тур | Ахмат | 2:1   | Крылья Советов |                |
|                    |       | отчёт |                | Зрителей: 5352 |

| 18 мая 2019 29 тур | Крылья Советов | 1:2   | Спартак                             | Самара                                                                   |
| 19:00 MSK | Бурлак 83′     | отчёт | 19′ (пен.) Зе Луиш · 50′ Мельгарехо | Стадион: Самара Арена Зрителей: 37 276 Судья: Казарцев (Санкт-Петербург) |
| Крылья Советов: Рыжиков, Денисов (Полуяхтов, 82), Шишкин, Бурлак , Зотов, Самарджич, Ткачук, Мохаммед Рабиу, Зиньковский, Яковлев (Антон, 59), Шейдаев Спартак: Максименко, Ещенко, Гапонов, Джикия , Айртон, Зобнин, Гулиев, Фернандо (Умяров, 90), Мельгарехо (Ломовицкий, 85), Зе Луиш, Луис Адриано (Ташаев, 73) |                |       |                                     |                                                                          |

| 26 мая 2019 30 тур | ЦСКА                                                                     | 6:0   | Крылья Советов | ВЭБ Арена                                |
| 14:00 МСК          | Чалов 5′, 73′ · Магнуссон 48′ · Бийол 52′ · Сигурдссон 56′ · Обляков 80′ | отчёт |                | Зрителей: 22 053 Судья: Мешков (Дмитров) |

переходные матчи
| 30 мая 2019 1 матч | Нижний Новгород  | 1:3   | Крылья Советов                                           | Нижний Новгород |
| 19:00 МСК | Фомин 23′ (пен.) | отчёт | 65′ (авт.) Федорив · 90′ (пен.) Зиньковский · 90′ Шишкин | Стадион: Нижний Новгород Зрителей: 21 800 Судья: Лапочкин (Санкт-Петербург) Помощники судьи: Березнев (Ростов-на-Дону), Стипиди (Краснодар) |
| Нижний Новгород: Анисимов, Хрипков, Федорив 26', Гогличидзе 90', Хайруллов, Голышев ( 59' Игнатович), Сапета, Палиенко, Носов ( 79' Скворцов), Фомин, Салугин ( 75' Делькин) · Крылья Советов: Рыжиков, Денисов ( 77' Зотов), Шишкин, Самарджич, Рохель, Ткачук, Тимофеев 21', Рабиу 67' ( 77' Полуяхтов), Зиньковский, Антон 71' ( 84' Яковлев), Шейдаев |                  |       |                                                          | |

| 2 июня 2019 2 матч | Крылья Советов | 0:1   | Нижний Новгород  | Самара                                                                                                   |
| 17:00 МСК | Антон 55'      | отчёт | 45′ (пен.) Фомин | Стадион: Самара Арена Зрителей: 23 441 Судья: Карасёв Помощники судьи: Аверьянов, Мосякин (все – Москва) |
| Крылья Советов: Рыжиков, Денисов 30', Шишкин ( 90' Полуяхтов), Самарджич, Рохель, Ткачук, Тимофеев, Рабиу, Зиньковский ( 86' Зотов), Антон ( 72' Яковлев), Шейдаев · Нижний Новгород: Анисимов, Хрипков 57', Абрамов ( 29' Игнатович), Гогличидзе 88', Хайруллов, Голышев ( 68' Сергеев), Сапета 78', Палиенко, Носов ( 68' Делькин), Фомин, Салугин 5' |                |       |                  | |

## Кубок России
| 27 сентября 2018 1/16 финала | Тамбов      | 1:2   | Крылья Советов          | Тамбов |
| 19:00 МСК | Клёнкин 37′ | отчёт | 72′ Чичерин · 95′ Антон | Стадион: Спартак Зрителей: 4600 Судья: Волошин (Смоленск) Помощники судьи: Зайнагутдинов (Уфа), Сейфетдинов (Казань) Резервный судья: Тарасов (Тамбов) |
| Тамбов: Смирнов, Рыбин, Овсиенко 90', Шляков, Чистяков, Клёнкин ( 115' Горбатюк 116'), Чуперка, Килин 31' ( 106' Рагулькин), Кашчелан , Шевчук ( 91' Чернышов), Себаи ( 98' Бенито) · Крылья Советов: Конюхов, Полуяхтов ( 46' Чичерин), Тигиев, Надсон, Рохель, Башкиров 92', Чочиев ( 67' Ткачук), Ланин ( 85' Антон), Мияйлович 29', Корниленко 96' ( 105' Зотов), Канунников 120' |             |       |                         | |

| 1 ноября 2018 1/8 финала | Крылья Советов | 1:2   | Краснодар                   | Самара |
| 18:00 МСК | Соболев 54′    | отчёт | 76′ Классон · 111′ Игнатьев | Стадион: Самара Арена Зрителей: 11 093 Судья: Казарцев (Санкт-Петербург) Помощники судьи: Богач (Люберцы), Абусуев (Санкт-Петербург) Резервный судья: Васильев (Ижевск) |
| Крылья Советов: Рыжиков , Денисов ( 104' Зотов), Тигиев, Самарджич, Рохель, Башкиров, Мияйлович 44' ( 46' Чочиев), Антон, Яковлев ( 83' Ткачук), Канунников, Соболев 39' ( 90' Корниленко) · Краснодар: Сафонов, Шишкин, Марков, Рамирес, Спайич 68' ( 106' Мартынович), Фьолусон, Стоцкий 48' ( 67' Классон), Каборе ( 64' Газинский), Уткин ( 70' Перейра), Вандерсон, Игнатьев |                |       |                             | |

## СМИ
видеоотчеты «Матч ТВ» о матчах команды на видеохостинге «YouTube» (более 4,6 млн. просмотров)
| Первенство страны | Первенство страны | Первенство страны | Первенство страны | Первенство страны | Первенство страны | Первенство страны | Первенство страны | Первенство страны | Первенство страны | Первенство страны | Первенство страны | Первенство страны | Первенство страны | Первенство страны |
| тур               | соперник          | счёт              | просмотры         | видеоссылка       | тур               | соперник          | счёт              | просмотры         | видеоссылка       | тур               | соперник          | счёт              | просмотры         | видеоссылка       |
| ----------------- | ----------------- | ----------------- | ----------------- | ----------------- | ----------------- | ----------------- | ----------------- | ----------------- | ----------------- | ----------------- | ----------------- | ----------------- | ----------------- | ----------------- |
| 1                 | ЦСКА              | 0:0               | 100 491           | Видео на YouTube  | 11                | Урал              | 1:1               | 43 242            | Видео на YouTube  | 21                | Арсенал           | 0:1               | 107 853           | Видео на YouTube  |
| 2                 | Оренбург          | 0:3               | 92 316            | Видео на YouTube  | 12                | Зенит             | 0:1               | 151 645           | Видео на YouTube  | 22                | Краснодар         | 0:1               | 167 661           | Видео на YouTube  |
| 3                 | Ростов            | 1:0               | 104 891           | Видео на YouTube  | 13                | Уфа               | 2:1               | 74 013            | Видео на YouTube  | 23                | Рубин             | 1:0               | 107 060           | Видео на YouTube  |
| 4                 | Локомотив         | 0:1               | 126 760           | Видео на YouTube  | 14                | Ахмат             | 1:2               | 57 558            | Видео на YouTube  | 24                | Динамо            | 0:1               | 41 145            | Видео на YouTube  |
| 5                 | Енисей            | 0:1               | 66 253            | Видео на YouTube  | 15                | Спартак           | 1:3               | 428 075           | Видео на YouTube  | 25                | Урал              | 0:1               | 47 603            | Видео на YouTube  |
| 6                 | Анжи              | 1:0               | 73 215            | Видео на YouTube  | 16                | Оренбург          | 1:3               | 81 494            | Видео на YouTube  | 26                | Зенит             | 2:4               | 650 663           | Видео на YouTube  |
| 7                 | Арсенал           | 0:4               | 160 610           | Видео на YouTube  | 17                | Ростов            | 1:0               | 222 220           | Видео на YouTube  | 27                | Уфа               | 1:1               | 48 611            | Видео на YouTube  |
| 8                 | Краснодар         | 0:3               | 233 105           | Видео на YouTube  | 18                | Локомотив         | 2:2               | 245 126           | Видео на YouTube  | 28                | Ахмат             | 1:2               | 74 356            | Видео на YouTube  |
| 9                 | Рубин             | 1:2               | 89 174            | Видео на YouTube  | 19                | Енисей            | 4:0               | 189 123           | Видео на YouTube  | 29                | Спартак           | 1:2               | 302 357           | Видео на YouTube  |
| 10                | Динамо            | 1:0               | 69 776            | Видео на YouTube  | 20                | Анжи              | 2:0               | 94 091            | Видео на YouTube  | 30                | ЦСКА              | 0:6               | 520 656           | Видео на YouTube  |

видеоотчеты «Матч ТВ» о матчах команды на видеохостинге «YouTube»
| Стыковые матчи | Стыковые матчи  | Стыковые матчи | Стыковые матчи | Стыковые матчи   | Стыковые матчи | Стыковые матчи  | Стыковые матчи | Стыковые матчи | Стыковые матчи   |
| тур            | соперник        | счёт           | просмотры      | видеоссылка      | тур            | соперник        | счёт           | просмотры      | видеоссылка      |
| -------------- | --------------- | -------------- | -------------- | ---------------- | -------------- | --------------- | -------------- | -------------- | ---------------- |
| 1              | Нижний Новгород | 3:1            | 303 824        | Видео на YouTube | 2              | Нижний Новгород | 0:1            | 103 394        | Видео на YouTube |

видеоотчеты о матчах команды на видеохостинге «YouTube»
| Кубок страны | Кубок страны | Кубок страны | Кубок страны | Кубок страны     | Кубок страны | Кубок страны | Кубок страны | Кубок страны | Кубок страны     |
| стадия       | соперник     | счёт         | просмотры    | видеоссылка      | стадия       | соперник     | счёт         | просмотры    | видеоссылка      |
| ------------ | ------------ | ------------ | ------------ | ---------------- | ------------ | ------------ | ------------ | ------------ | ---------------- |
| 1/16         | Тамбов       | 2:1          | 17 223       | Видео на YouTube | 1/8          | Краснодар    | 1:2          | 122 937      | Видео на YouTube |